# SŽD-Baureihe СН
Die СН (SN), Abkürzung für электросекция Северная Новая elektrosektsija Sjewjernaja Nowaja, deutsch ‚Neuer Halbzug für die Nordbahn‘, waren zwei dreiteilige elektrische Halbzüge für den Vorortverkehr, die in der Rigaer Waggonfabrik (RVR) der Lettischen SSR gebaut wurden. Aus ihnen konnte ein sechsteiliger Triebzug für den Einsatz im Gleichstromnetz mit einer Fahrleitungsspannung von 3 kV gebildet werden. Sie gelten als Vorgänger der Triebzüge der Baureihe ЭР1.

## Technik
Die СН wurden als erste Triebzüge der damaligen UdSSR mit voll abgefederten, im Drehgestell gelagerten Fahrmotoren ausgeliefert. Die Kraftübertragung vom Motor auf das Getriebe erfolgte über eine Gelenkhebelkupplung. Damit konnte die Geschwindigkeit erstmals auf 130 km/h erhöht werden. Jeder Halbzug bestand aus einem antriebslosen Steuerwagen, einem Motorwagen als Mittelwagen und einem weiteren antriebslosen Steuerwagen mit Behelfsführerstand und Stirnwandtür zum Übergang in den anderen Halbzug. Die Beschleunigung der Triebzüge war durch die im Verhältnis zur Gesamtzahl geringe Anzahl angetriebener Achsen begrenzt, was später zur Entwicklung der in großen Stückzahlen gebauten Baureihen ЭР1 und ЭР2 führte. Die Triebzüge wurden 1962 ausgemustert. Zwei Wagenkästen sind noch in Rangierbahnhöfen als Garderoben für das Personal im Einsatz, einer in Nischni Tagil, der andere Tschussowoi.

## Geschichte
Die Triebzüge entstanden, weil die seit 1929 in großer Stückzahl gebauten Triebwagen der Reihe C in der Höchstgeschwindigkeit durch den Tatzlager-Antrieb auf 85 km/h beschränkt waren. Deshalb entstand ab 1950 ein Projekt für eine neue Fahrzeugkonfiguration der bewährten Fahrzeuge; sie sollten unter Fahrdrahtspannungen mit 3 kV Gleichstrom mit höheren Geschwindigkeiten als die bisher gebauten Fahrzeuge verkehren. Die Entwicklung der Fahrzeuge wurde als 3-Waggon-Fahrzeug (Steuerwagen – Motorwagen – Steuerwagen) und als 2-Waggon-Fahrzeug (Motorwagen – Steuerwagen) durchgeführt. Ursprünglich sollten die Wagen eine Kastenlänge von 23,6 m besitzen, die Breite der Fahrzeuge wurde von der sogenannten Fahrzeugabmessung 2В (2W) abgeleitet. Durch die Installation der Fahrmotoren direkt in den Drehgestellen und die Übertragung der Drehmomente über spezielle Hebel auf die Achsen (stützende Rahmenbauweise) sollte die höhere Geschwindigkeit bis 130 km/h erreicht werden. Die elektrische Ausrüstung sollte als Ausführung mit der elektrischen Bremse oder ohne diese ausgeführt werden.
Später wurde das Vorhaben geändert in eine Ausführung lediglich als 3-Wagen-Sektion, Länge des Wagenkastens 19,3 m, es sollte keine elektrische Bremse vorhanden sein. 1953 erarbeitete die Konstruktionsabteilung der Rīgas Vagonbūves Rūpnīca einen Entwurf der neuen Sektion, und im gleichen Jahr begannen die Arbeiten für die erste Sektion. Die elektrische Ausrüstungen wurden in der Rigaer Elektromaschinenwerk und der Moskauer Elektromaschinenfabrik Dynamo hergestellt; die mechanische Ausrüstung und die Montage der kompletten Züge geschah in der Rīgas Vagonbūves Rūpnīca.
Vom Aussehen her ähnelte der Zug Sektion stark an Untergrundbahnen der damaligen Zeit, wie sie in Prag und Budapest zu sehen waren.
Der Dreiwagenbereich bestand:
- Steuerwagen (das Diagramm zeigt SW an), mit großer Steuerkabine, ohne Motoren;
- Triebwagen (das Diagramm zeigt TW an), ohne Steuerkabinen, mit Motoren;
- Beiwagen (das Diagramm zeigt BW an), mit kleiner Steuerkabine, ohne Motoren.

Die kleine Kabine des Wagens konnte für kleine Bewegungen (Manöver) verwendet werden. Das Fehlen von Beleuchtungseinrichtungen ermöglichte es nicht, den Zug in der Dunkelheit normal zu fahren. Es wurde angenommen, dass solche Dreiwagenabschnitte paarweise verwendet werden sollten, wobei ein Sechswagenzug gebildet wurde (es gab einen Übergang in einen anderen Wagen neben der kleinen Kabine, und solche Wagen befanden sich im Inneren).
Die Wagennummern wurden seitlich aufgetragen. Den erhaltenen Fotos zufolge der Steuerwagen erhielt die Nummer 03XXX, der Triebwagen erhielt die Nummer 02XXX und der Beiwagen erhielt die Nummer 04XXX (in diesen Formeln bedeuten die Buchstaben XXX die dreistellige Zugnummer, 001 oder 002).

### Erster Zug
1954 entstand der erste 3-Wagen-Zug, der die Bezeichnung СН (SN) erhielt. Die Benennung leitete sich ab von Северная, новая (Sewernaja schelesnaja doroga, neu). Der Zug erhielt die Nummer 001 (der Triebwagen dieses Zuges erhielt die Nummer 02001). Nach der vorläufigen Überprüfung in Riga erhielt das Allrussische Forschungsinstitut für Schienenverkehr das Fahrzeug zu Probefahrten auf dem Gleisring, danach wurde es zu der Oktoberbahn auf dem Abschnitt Moskau – Klin gegeben. Bei weiteren Fahrten auf dem Abschnitt Moskau – Krjukowo erreichte das Fahrzeug eine Geschwindigkeit von 120 km/h.

### Besonderheiten der Konstruktion und Charakteristik
Zum ersten Mal wurde der Zug in der Konfiguration angetriebener Motorwagen und antriebslose Steuerwagen als Endwagen ausgeführt, ein Konzept, das bei weiteren Triebwagen in der damaligen UdSSR immer wieder verwendet wurde. Der Motorwagen der neuen Sektion besaß vier Traktionsfahrmotoren mit der Bezeichnung ДК106 (DK106) mit einer Stundenleistung von 200 kW. Sie waren noch auf eine Spannung am Kollektor von 1,5 kV ausgelegt. Gegenüber einer dreiteiligen Version der Vorgängerfahrzeuge besaßen die Fahrzeuge bei einer Masse des Triebwagens von 61,2 t und des Steuerwagens von 43,5 t eine spezifische Leistung von 5,3 kW/t (7,2 PS/t) (4,76 kW/t bzw. 6,45 PS/t bei den Vorgängerfahrzeugen). Das erlaubte für die neue Sektion eine größere Geschwindigkeit und Beschleunigung als bei der Reihe СP (SR). Durch die Aufhängung der Fahrmotoren direkt in den Drehgestellen und die Übertragung der Drehmomente über spezielle Hebel auf die Achsen (stützende Rahmenbauweise) wurden diese vor harten Schlägen bei Durchfahren vor nicht ebenen Gleisen geschützt und verkleinerten die Einwirkung der Fahrmotoren auf die Gleise. Diese Ausführung wurde vor den Fahrzeugen schon bei Motorwagen der Metro in Moskau mit der Bezeichnung В4 (W4) und (Д) (D) ausgeführt. Die Drehgestelle in den neuen Sektionen waren vollständig geschweißt, die Achsen waren in Rollenlager gelagert. Die Drehgestelle der Steuerwagen waren mit denen der Beiwagen der Reihe СP3 (SR3) der Baureihe 1957 identisch.
Die Inneneinrichtung war im Vergleich zu den folgenden Fahrzeugen bedeutend komfortabler und bequemer ausgeführt. Die Sektion war mit Sitzen mit halbharten Sitzflächen ausgeführt, bedeutend verbessert war die innere Ausgestaltung gegenüber den Vorgängerfahrzeugen mit der Beleuchtung, der Zwangsbelüftung und der elektrischen Heizung. Eine Besonderheit der Einrichtung der neuen Elektrozüge bestand in der Unterbringung eines Teiles der elektrischen Ausrüstung (Motor-Kompressor, Lichtmaschine) in den Steuerwagen.

### Zweiter Zug und weiteres Schicksal der Einheiten
1955 wurde ein zweiter Zug СН-002 mit dem Triebwagen СН-02002 (SN.02002) hergestellt. Dieser Zug wurde zunächst an die Oktjabrskaja schelesnaja doroga (Oktoberbahn) zum Betrieb übergeben. Anschließend wurden die beiden Züge zu einem Doppeltriebzug (sechs Wagen) kombiniert.
1958 wurden beide Triebzüge von der Oktjabrskaja schelesnaja doroga zur Sewernaja schelesnaja doroga (Nordbahn) umgesetzt, später wurden sie nach Swerdlowsk weitergegeben. Dort arbeiteten die Fahrzeuge bis 1962, danach wurden sie aus den Inventarlisten gestrichen.
Durch ihre Ausführung in der Konfiguration Steuerwagen – Motorwagen – Steuerwagen (Beiwagen) waren die Fahrzeuge in der Beschleunigung gegenüber den SŽD-Baureihe ЭР1 und SŽD-Baureihe ЭР2 nicht konkurrenzfähig. Diese Fahrzeuge waren das Ende der Entwicklung der bisher eingesetzten 3-Wagen-Triebzüge (SŽD-Baureihe С (1929)). Anstatt ihrer lieferten die Rīgas Vagonbūves Rūpnīca ab 1957 Fahrzeuge der Reihe ЭР1 aus, diese bestanden aus der Konfiguration Steuerwagen bzw. Beiwagen – Motorwagen.